# Vastitas Borealis

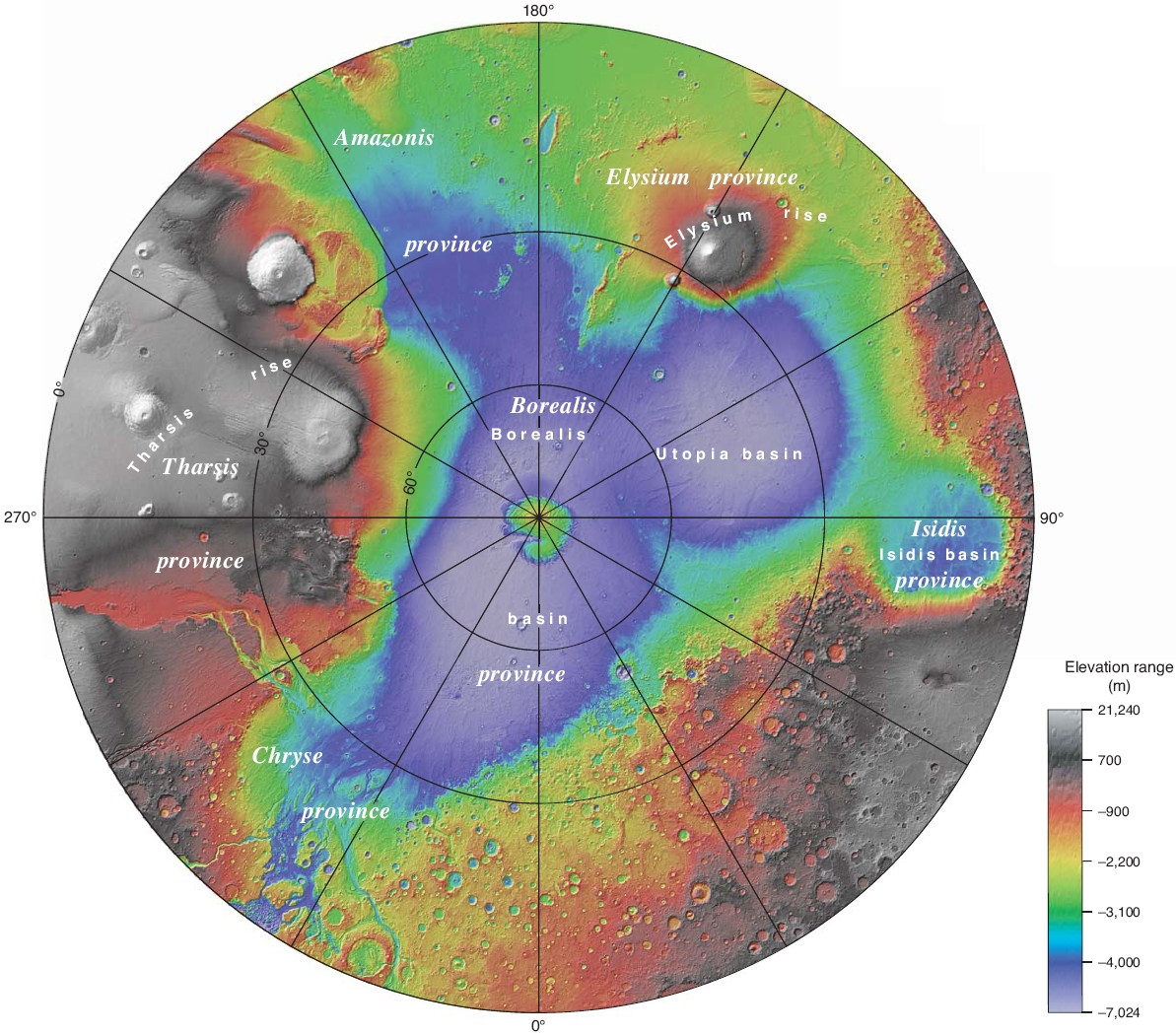
En topografisk karta över Mars norra halvklot. Det blå området runt nordpolen är Vastitas Borealis.

Vastitas Borealis är en låglandsslätt på planeten Mars norra halvklot som omgärdar planetens nordpol. Slätten är relativt jämn och sträcker sig från nordpolen söderut ner till en breddgrad på ungefär 50°. I vissa områden finns det ett flertal lägre kullar av ungefär samma storlek som skulle kunna ha sitt ursprung i en forntida kraterformad yta, men som nu täcks av senare geologiska avlagringar. På andra ställen återfinns ett mönster i terrängen med en mosaik av sprickor i olika former. I norr består slätten till stor del av sanddyner som nästan helt och hållet omringar nordpolen.

## Ursprung
Vastitas Borealis ursprung är omdiskuterat bland forskare. Bilder från Mars yta visar att stora mängder vatten förflyttats från högre landområden i söder via stora flödeskanaler till det som idag är Vastitas Borealis i norr. Diskussionen förs mellan de forskare som å ena sidan menar att det kraftiga vattenflödet resulterade i ett stort hav, och de som å andra sidan menar att flodvattnet hade en begränsad utsträckning på den nordliga slätten.
De som argumenterar för att området skulle kunna ha utgjort ett forntida hav på mars pekar på en rad formationer i terrängen som indikerar marina geologiska processer. Ett sådant argument är att det runt terrasser och kullar i området finns linjära egenskaper som liknar havskuster. Klipporna vid slättens utkanter som avgränsar slätten mot höglandet pekar även de på en marin geologisk historia. Vidare finns det formationer i Vastitas Borealis terräng som krökta bergsryggar och bergsmassiv med terrasser på sluttningarna som indikerar ursprung i ett tänkt forntida hav. Ytskillnaderna på slätten utgör också sådana skillnader så att de sannolikt inte har tillkommit på vulkanisk väg. Mot bakgrund av sådana observationer har forskare argumenterat för att Vastitas Borealis består av sedimentära avlagringar med ursprung i en vattenkropp som kan ha funnits under den hesperiska perioden i Mars historia (mellan ca 3,7 och 3,1 miljarder år sedan).